# Turf (Fernsehserie)
Turf – Fast unmögliche Geschichten ist der Titel einer deutschen Fernsehserie. Die 13, fast halbstündigen, Folgen liefen jeweils dienstags vom 4. September 1984 bis zum 20. November 1984 im WDR-Vorabendprogramm und wurden 1990 im NDR-Vorabendprogramm wiederholt (jeweils freitags).
Die Serie spielte im Umfeld der Pferderennen und dem Milieu der Pferderennbahn. Jede Folge ist in sich abgeschlossen und hatte immer andere Schauspieler. In den „fast unmöglichen“ Geschichten geht es um wettbegeisterte und dabei oft auch unvernünftige Menschen oder Pferdenarren, die auf ihr Lebensglück hoffen. Aber auch kriminelle Machenschaften und gelegentliche phantastische Einfälle (sprechende Pferde) erzeugten Spannung und Unterhaltung.

## Episoden
1. Der Hit mit dem Lottoschein
2. Nicht auf den Mist gefallen
3. Die letzte Wette
4. Der große Pott
5. Die Methoden des Dr. Fuchs
6. Unternehmen Himmelfahrt
7. Der allwissende Prinz O.
8. Der große Tag des Leo Langfinger
9. Ich lieb’ dich, ich lieb’ dich nicht
10. Das Pferd, das Beethoven liebte
11. Alexander der Große
12. Du oder ich
13. Augenblicke der Erinnerung